# Horodyszcze (gmina w województwie nowogródzkim)
Horodyszcze – dawna gmina wiejska istniejąca do 1939 roku w woj. nowogródzkim (obecnie na Białorusi). Siedzibą gminy było miasteczko Horodyszcze (1021 mieszk. w 1921 roku).
Na początku okresu międzywojennego gmina Horodyszcze należała do powiatu nowogródzkiego w woj. nowogródzkim. 22 stycznia 1926 roku  gmina została przyłączona do powiatu baranowickiego w tymże województwie. Po wojnie obszar gminy Horodyszcze wszedł w struktury administracyjne Związku Radzieckiego.